# Colomba (nuvelă)
Colomba este o nuvelă romantică de Prosper Mérimée, publicată în revista Revue des deux Mondes la data de 1 iulie 1840 și ulterior în 1841 de Magen et Comon. Nuvela urmărește o vendetta între familiile della Rebbia și  Barricini din Pietranera, Corsica, după întoarcerea de pe front a lui Orso della Rebbia, singurul frate al personajului eponim, Colomba.

## Sumar
Dezamăgiți de ultima lor călătorie în Italia, colonelul Nevil și fiica lui, Lydia, hotărăsc să închirieze o goeletă ca să viziteze Corsica. În ziua plecării căpitanul le cere permisiunea să mai ia la bord or rudă de-a sa, tânărul locotenent Orso della Rebbia. Deși Lydia îl tratează inițial cu indiferență, atitudinea ei se schimbă brusc când află că tatăl acestuia fusese asasinat și presupune că Orso se întorce ca să se răzbune 
Vaporul ajunge la Ajaccio și colonelul și Orso își petrec următoarele zilele la vânătoare. Plictisită, Lydia hotărăște să prindă interesul lui Orso pentru a descoperi adevărul și a-l determina să renunțe la vendetă. În ciuda așteptărilor ei, Lydia află că acesta adoptase principiile moderne "continentale" pe parcursul șederii lui în Franța și nu căuta dreptate pe cont propriu. 
Decizia acestuia este la scurt timp pusă la încercare de sosirea sorei lui Orso, Colomba, alături de care pornește în ziua următoare spre satul lor natal, Pietranera. Deși moartea tatălui lor fusese pus pe seama banditului Agostini, Colomba respinsese dovezile și susținea că adevăratul ucigaș era Barricini, un vechi dușman al familiei della Rebbia. Constrâns de principii și de dorința de a fi la înălțimea așteptărilor Lydiei, Orso respinge teoriile sorei lui, precum și încercările ei de a-l proteja. Colomba sfârșește prin a-i arăta cămașa însângerată a tatălui lor și gloanțele în speranța de a-l convinge.
Treptat, Orso devine tot mai confuz în fața așteptărilor tuturor și al propriului conflict moral. Venirea prefectului oferă o cale de ieșire, acesta aduce noi dovezi pentru a susține inocența lui Barricini și cere celor două familii să se împace. Ușurat, acesta aproape acceptă, dar cedează rugăminților Colombei și amână răspunsul o zi. Aceasta dovedește că actele aduse sunt false și Orso compromite prin a-l provoca pe unul dintre fii lui Barricini la duel, cerință care îi este refuzată.
Aflând că Lydia urma să vină în vizită, Orso pornește să o întoarcă din drum. În ciuda rugăminților surorii lui, acesta îi alungă pe păstorii trimiși să-l însoțească, pornind de unul singur. La scurt timp este atacat de cei doi fii ai lui Barricini, Orlanduccio si Vincentello, dar reușește să-i împuște pe amândoi, scăpând doar cu o rană la braț. În urma dovezilor și mărturiilor colonelului, care auzise și recunoscuse focurile de armă, acesta este achitat și se căsătorește cu Lydia.
În drum spre Irlanda, colonelul, Lydia, Colomba și Orso se opresc să viziteze Pisa, unde Colomba îl recunoaște pe Barricini. Cătrănit de pierderea fiilor săi acesta este pe cale să moară.

## Personaje
- Colomba della Rebbia este personajul eponim al nuvelei este o tânără voceratrice corsicană care caută să răzbune moartea tatălui ei, Ghilfuccio della Rebbia. Are în jur de douăzeci de ani, e înaltă, palidă cu păr lung șaten și ochi albastru-închis. Observând-o, Lydia observă că expresia ei exprimă mândrie, anxietate și tristețe. Pe tot parcursul nuvelei, aceasta poartă un văl lung, negru numit mezzaro.

- Orso della Rebbia este fratele Colombei, un locotenent în armata franceză, revenit în Corsica pentru prima dată după moartea tatălui lui. E un tânăr înalt, oacheș, cu ochii negri, ageri cu un aer onest și spiritual.

- Lydia Nevil este o tânără englezoaică în căutarea aventurii care îl întâlnește pe Orso pe parcursul călătoriei spre Corsica alături de tatăl ei, generalul Nevil.

- Sir Thomas Nevil este un colonel de origine irlandeză, tatăl Lydiei. După moartea soției lui, acesta, o personalitate foarte pasivă, ajunge să țină cont doar de dorințele Lydiei. Pe parcursul călătoriei, află că a luptat împotriva lui Ghilfuccio della Rebbia, tatăl lui Orso, în Bătălia de la Vitoria.

- Ghilfuccio della Rebbia

- Giudice Barricini este un avocat și primarul satului Pietranera.

- Brandolaccio „Brando” Savelli e un proscris corsican de partea familiei della Rebbia și unchiul Chilinei. Brando servise alături de Orso în armată, dar dezertase pentru a-l omorî pe Giovan’ Opizzo, care-i ucisese tatăl în timp ce Brando era în armată.

Brusco e câinele lui Brando
- Giocanto Castriconi „le Curé” este un alt proscris, camaradul lui Brando, un fost student la teologie care deveni căutat după ce omorâse fratele viitorului său cumnat.

- Michelina „Chilina” Savelli e nepoata de zece ani a lui Brando. E mică, foarte slabă și bronzată, cu părul negru ca pana de corb.

- Orlanduccio Barrcini este fiul lui Giudice Barricini și presupusul ucigaș al lui Ghilfuccio della Rebbia.

- Vincentello Barricini e celălalt fiu al lui Giudice Barricini și fratele lui Orlanduccio.

## Istoricul publicării
Colomba a apărut în fiecare lună în Revue des deux Mondes. În 7 iunie, nuvela era terminată și autorul ceru opinia muzei sale, Valentine Delessert. Aceasta nu aprecie finalul, o ambuscadă pusă la cale de Colomba prin intermediul căreia Lydia era constrânsă să se mărite cu Orso. Amestecul de interese personale și sentimente nobile i se păru de neînțeles. Ca urmare, Mérimée schimbă fialul, lăsând intențiile Colombei în umbră, exprimând pasiunea vendetei prin intermediul ultimei scene.